# 博奥纳尔德沃尔
博奥纳尔德沃尔，是西班牙埃斯特雷马杜拉卡塞雷斯省的一个市镇。总面积65平方公里，总人口556人（2001年），人口密度9人/平方公里。